# Stanisław Sierla
Stanisław Sierla (ur. 6 września 1929 w Chorzowie, zm. 28 października 2011 w Katowicach) – ksiądz katolicki, prałat, animator życia muzycznego, kapelan "Solidarności".

## Życiorys
Urodził się w Chorzowie. Studiował na Wydziale Teologicznym Uniwersytetu Jagiellońskiego w Krakowie. Święcenia kapłańskie przyjął 29 czerwca 1954 w Piekarach Śląskich. W latach 1954–1955 był wikarym w parafii św. Stanisława Kostki w Katowicach-Giszowcu. W latach 1955–1961 wikarym i adiutorem w parafii świętych Apostołów Piotra i Pawła w Tarnowskich Górach. W 1961 został diecezjalnym duszpasterzem akademickim i kierownikiem Diecezjalnej Poradni Życia Rodzinnego. W latach 1971–1996 był proboszczem parafii św. Michała Archanioła w Michałkowicach (dzielnica Siemianowic Śląskich). Od 1976 był dziekanem dekanatu Siemianowice Śląskie. Urząd ten spełniał przez 18 lat.
Był prekursorem piosenki religijnej w Polsce, organizatorem festiwali Sacrosong, autorem trzech śpiewników piosenek religijnych oraz budowniczym kościoła w Siemianowicach Śląskich - Bańgowie. W 1993 został laureatem nagrody im. Aleksandra Skowrońskiego za dorobek kulturowo-twórczy na Górnym Śląsku i w całej Polsce. W 1997 otrzymał tytuł Honorowego Obywatela Miasta Siemianowic Śląskich. Był autorem autobiografii "Życie darowane mi po raz drugi". Należał do Diecezjalnej Komisji Historycznej przygotowującej proces beatyfikacyjny Sługi Bożego ks. Franciszka Blachnickiego.
Zmarł 28 października 2011 roku w Domu Księży Emerytów w Katowicach, jego grób znajduje się na terenie parafii św. Michała Archanioła w Siemianowicach Śląskich - Michałkowicach.
Otrzymał honorowe obywatelstwo Siemianowic Śląskich.